# Sant Sadurní de Vernet
Sant Sadurní de Vernet, o Santa Maria de Vernet, o del Puig, és l'església parroquial romànica del nucli de Vernet, a la comuna del mateix nom, al Conflent (Catalunya del Nord).
Està situada dalt del turó que domina el Vernet actual, on es troba el nucli vell del poble, al costat del Castell de Vernet. En un principi era la capella del castell, però amb el pas del temps es convertí en l'església parroquial del poble de Vernet en abandonar-se l'antiga església parroquial de Sant Sadurní de Vilallonga.
La primitiva església parroquial es esmentada per primera vegada l'any 874, però una avinguda del Cadí l'ensulsià el 1710. Aleshores la funció parroquial passà a la capella de Santa Maria del castell, que acollí també l'advocació de sant Sadurní. La capella del castell era esmentada el 1176, quan l'abat Pere de Sant Martí del Canigó renovava la concessió a Pere de Castell d'una terra que es trobava prop del temple. Torna a esmentar-se el 1217, quan l'abat del Canigó autoritzà els habitants del lloc a construir cases en els vessants del turó.
Es tracta d'una església força gran, de planta rectangular, capçada a llevant per un absis semicircular, que queda amagat exteriorment, pel castell annex. Una volta molt apuntada cobreix la nau, amb arcs torals apuntats sobre pilars adossats a les parets laterals. L'arrencada de la volta està marcada per una cornisa correguda al llarg de la nau. El fet que l'interior de la nau sigui emblanquinat fa que el visitant es perdi molts detalls de la construcció.
La porta d'entrada s'obre a la meitat occidental de la façana sud. Està formada per un únic arc de mig punt adovellat, llinda i timpà monolítics sense decoració. Conserva un conjunt de ferramenta i forrellat de tradició clarament medieval. L'aparell de l'edifici és variat: els murs sud i oest presenten un parament de carreus de granit de color daurat i d'una grandària considerable, ben escairats i polits, mentre que el mur nord té carreus petits i blocs de pedra no gaire escantonats. En conjunt es pot considerar una construcció de la segona meitat del segle xii.
A l'interior es conserva una columna fragmentada que sembla que procedeix de l'antiga església de Sant Sadurní de Vilallonga, destruïda per una inundació el 1710.